# Roger Kolo
Kolo Christopher Laurent Roger, beter bekend als Roger Kolo (Belon'i Tsiribihina, 3 september 1943) is een Malagassisch politicus. Hij was van 16 april 2014 tot 17 januari 2015 premier van Madagaskar.
Hij studeerde aan de Universiteit van Antananarivo van 1970 tot 1977. Hij studeerde verder in Genève en werd radioloog. Hij keerde terug naar Madagaskar om daar in 2013 deel te nemen aan de presidentsverkiezingen maar mocht hier niet aan meedoen. Hij werkte nauw samen met Hery Rajaonarimampianina van de partij Hery Vaovao ho an'i Madagasikara (HVM) bij zijn verkiezingscampagne.
Nadat Rajaonarimampianina president werd in januari 2014, werd Kolo door hem op 16 april benoemd tot premier, na een consultatieronde waaruit bleek dat hij de steun van de meerderheid had in het parlement. Op 18 april werd het kabinet aangekondigd, bestaande uit 31 leden.